# 小学館パブリッシング・サービス
株式会社小学館パブリッシング・サービス（しょうがくかんパブリッシング・サービス、英語表記: Shogakukan Publishing Services Inc.）は、東京都千代田区神田神保町に本社を置く一ツ橋グループの一企業。1964年8月設立。小学館の全刊行物の書店や小売店向け販売促進とカスタマーサポートが業務の中核である。
2020年3月よりスタートした御書印プロジェクトの事務局を務めている。